# Liste der denkmalgeschützten Objekte in Katzelsdorf
Die Liste der denkmalgeschützten Objekte in Katzelsdorf enthält die 10 denkmalgeschützten unbeweglichen Objekte der Gemeinde Katzelsdorf im niederösterreichischen Bezirk Wiener Neustadt-Land.

## Denkmäler
| Foto |                 | Denkmal                                                                                   | Standort                                             | Beschreibung | Metadaten |
| ---- | --------------- | ----------------------------------------------------------------------------------------- | ---------------------------------------------------- | --- | --- |
| ja   | Datei hochladen | Kath. Pfarrkirche hl. Radegunde HERIS-ID: 30175 Objekt-ID: 26908                          | Eichbüchler Straße 95 Standort KG: Katzelsdorf       | → Hauptartikel : Radegundiskirche (Katzelsdorf) f1 | BDA-Hist.: Q2125526 Status: § 2a Stand der BDA-Liste: 2025-06-30 Name: Kath. Pfarrkirche hl. Radegunde GstNr.: .112 Radegundiskirche (Katzelsdorf)       |
| ja   | Datei hochladen | Redemptoristenkloster und Schule HERIS-ID: 30177 Objekt-ID: 26910                         | Eichbüchler Straße 95 Standort KG: Katzelsdorf       | Lang gestreckte Anlage mit zwei Höfen, Pfarrkirche bildet Nordseite, südlich anschließend die spätgotischen zweigeschoßigen Kreuzgangtrakte mit der nach Osten vortretenden Annakapelle, südlich anschließender Hof, gebildet aus barocken Trakten im Westen und Süden sowie der Klosterkirche im Osten, südlich anschließend mächtiger hakenförmiger viergeschoßiger Schulbau mit Turmaufsatz und Kapelle von 1925, im Süden frei stehender nüchterner dreigeschoßiger Schulbau von 1971, Kloster wurde 1442 durch Johann Sigismund und Anna von Weißpriach gegründet, 1458 Franziskaner, ab 1560 Profanierung, 1573 protestantische Schule, 1593 wieder Franziskaner, Erweiterung und Barockisierung um 1750, 1783 Aufhebung, Kirche wird Pfarrkirche, teilweise Samtband- und Seidenfabrik, 1857 Übergabe an die Redemptoristen durch die Gräfin Maria Theresia Chambord. | BDA-Hist.: Q15841919 Status: § 2a Stand der BDA-Liste: 2025-06-30 Name: Redemptoristenkloster und Schule GstNr.: .113/1 Redemptoristenkolleg Katzelsdorf |
| ja   | Datei hochladen | Bildstock hl. Franziskus (irrt. Aloisius) HERIS-ID: 30181 Objekt-ID: 26914                | bei Eichbüchler Straße 95 Standort KG: Katzelsdorf   | | BDA-Hist.: Q37931400 Status: § 2a Stand der BDA-Liste: 2025-06-30 Name: Bildstock hl. Franziskus (irrt. Aloisius) GstNr.: .112                           |
| ja   | Datei hochladen | ehemaliges Wirtschaftsgebäude des Redemptoristenklosters HERIS-ID: 30178 Objekt-ID: 26911 | neben Eichbüchler Straße 95 Standort KG: Katzelsdorf | Frei stehender zweigeschoßiger Bau unter Walmdach, 2. Hälfte des 17./Anfang des 18. Jahrhunderts | BDA-Hist.: Q37931335 Status: § 2a Stand der BDA-Liste: 2025-06-30 Name: Ehem. Wirtschaftsgebäude GstNr.: .219                                            |
| ja   | Datei hochladen | Antoniuskapelle HERIS-ID: 30179 Objekt-ID: 26912                                          | bei Eichbüchler Straße 95 Standort KG: Katzelsdorf   | 1. Hälfte des 19. Jahrhunderts, Andachtsbild hl. Antonius | BDA-Hist.: Q37931359 Status: § 2a Stand der BDA-Liste: 2025-06-30 Name: Antoniuskapelle GstNr.: 901                                                      |
| ja   | Datei hochladen | Flur-/Wegkapelle HERIS-ID: 30180 Objekt-ID: 26913                                         | bei Eichbüchler Straße 95 Standort KG: Katzelsdorf   | Barocker Bau mit hölzernem Vorbau, 18. Jahrhundert | BDA-Hist.: Q37931379 Status: § 2a Stand der BDA-Liste: 2025-06-30 Name: Flur-/Wegkapelle GstNr.: 901                                                     |
| ja   | Datei hochladen | Kath. Filialkirche hl. Laurenz HERIS-ID: 30168 Objekt-ID: 26901                           | Hauptstraße 63a Standort KG: Katzelsdorf             | → Hauptartikel : Laurenzkirche (Katzelsdorf) f1 | BDA-Hist.: Q1808283 Status: § 2a Stand der BDA-Liste: 2025-06-30 Name: Kath. Filialkirche hl. Laurenz GstNr.: .61 Laurenzkirche (Katzelsdorf)            |
| ja   | Datei hochladen | Pfarrhof HERIS-ID: 59615 Objekt-ID: 71043                                                 | Mühlgasse 2 Standort KG: Katzelsdorf                 | | BDA-Hist.: Q38087929 Status: § 2a Stand der BDA-Liste: 2025-06-30 Name: Pfarrhof GstNr.: .65 Pfarrhof Katzelsdorf                                        |
| ja   | Datei hochladen | Johannes Nepomuk-Kapelle HERIS-ID: 30171 Objekt-ID: 26904                                 | gegenüber Mühlgasse 10 Standort KG: Katzelsdorf      | Die barocke Wegkapelle von 1730, ein Zentralbau über quadratischem Grundriss, steht in der Mühlgasse bei der Brücke über die Leitha. | BDA-Hist.: Q37931294 Status: § 2a Stand der BDA-Liste: 2025-06-30 Name: Johannes Nepomuk-Kapelle GstNr.: 323/24 Johannes Nepomuk-Kapelle in Katzelsdorf  |
| ja   | Datei hochladen | Schloss Katzelsdorf HERIS-ID: 30169 Objekt-ID: 26902                                      | Schloßstraße 1 Standort KG: Katzelsdorf              | → Hauptartikel : Schloss Katzelsdorf f1 | BDA-Hist.: Q2241838 Status: § 57-Mandatsbescheid Stand der BDA-Liste: 2025-06-30 Name: Schloss Katzelsdorf GstNr.: 87/24 Katzelsdorf-Schloss             |